# Solitude Within
Solitude Within is een Belgische symfonische-metalband, afkomstig uit Ninove.

## Etymologie
De naam van de band is afkomstig van een gelijknamig nummer van Evergrey, een van de voorbeelden/inspiratiebronnen van Solitude Within.

## Geschiedenis
De band werd in 2014 opgericht en bestaat uit zangeres Emmelie Arents, gitaristen Jean-Paul Laffargue en Quincy Van Overmeire, bassist Fré Delaey en drumster Sabine Engelen. In eerste instantie tekende de band een platencontract bij Mausoleum Records, maar na het overlijden van de oprichter daarvan, werden de geplande opnamesessies gestaakt. Daarop besloot Solitude Within een eigen platenlabel onder de naam BoxFish Records op te richten. Het debuutalbum Disappear verscheen in 2017. In 2022 volgde When Kingdoms Fall.
Eveneens in 2022 trad de band op in onder meer België, Nederland, Frankrijk, Spanje en het Verenigd Koninkrijk. De show waarin het tweede album werd voorgesteld vond plaats in De Kuip in Ninove.

## Stijl
Solitude Within speelt voornamelijk symfonische metal, met een geluid a la Delain, Evergrey en Within Temptation. Er wordt – naast elektrische gitaren en drums – gebruikgemaakt van piano, strijkinstrumenten en keyboard. De songteksten worden door zangeres Emmelie Arents geschreven en zijn gebaseerd op persoonlijke dingen die ze heeft meegemaakt, zoals relaties die zijn uitgegaan en andere minder goede momenten in haar leven. Kenmerkend aan haar zang is haar zachte, clean stem.

## Discografie

### Albums
| Jaar | Titel              |
| ---- | ------------------ |
| 2017 | Disappear          |
| 2022 | When Kingdoms Fall |

### Singles
| Jaar | Titel            | Album              |
| ---- | ---------------- | ------------------ |
| 2020 | Astray           | When Kingdoms Fall |
| 2023 | Land Of Disarray | When Kingdoms Fall |
| 2024 | Breathe          | When Kingdoms Fall |

### Promotionele singles
| Jaar | Titel                              | Album              |
| ---- | ---------------------------------- | ------------------ |
| 2017 | Fade Away                          | Disappear          |
| 2017 | Burn                               | Disappear          |
| 2022 | When Kingdoms Fall                 | When Kingdoms Fall |
| 2024 | When Kingdoms Fall (Piano Version) | -                  |

## Nevenactiviteiten
Emmelie Arents is naast zangeres ook schrijfster van boeken.